# Michelangelo Albertazzi
Michelangelo Albertazzi (Bologna, 1991. január 7. –) korábbi olasz labdarúgó, hátvéd.

## Pályafutása
Albertazzi labdarúgó karrierjét szülővárosa csapatában, a Bologna FC utánpótlásában kezdte, melynek 2007 augusztusáig volt tagja, ekkor 1 millió euró ellenében az AC Milan kötelékébe került igaz, 2008 nyaráig még kölcsönben a Bologna labdarúgója volt. 2010-ben immáron az AC Milan U20-as csapatának tagjaként megnyerte az U20–as Olasz Kupát, a döntőben a Palermot győzték le. 
Milánóban többnyire az U17 és az U19-es csapatok között vándorolt Albertazzi, 2011 júliusában kölcsönben a spanyol élvonalbeli Getaféhoz igazolt, azonban még ugyanazon év decemberében visszakerült Olaszországba, egy meccsen sem játszott Spanyolországban. 2012 januárjában a szezon végéig az olasz másodosztályú Vareséhez került kölcsönbe, itt 2 meccsen pályára lépett, végül a szezon befejezése után visszatért a Milanhoz, onnan 2012 júliusában a szintén másodosztályú Hellas Verona játékosa lett, ahol 19 pályára lépés mellett 1 gólt szerzett, 2013 januárjában térdsérülést szenvedett, februárban viszont már újra a veronaiak rendelkezésére állt. 2013 júliusában 250 ezer euró fejében végleg leszerződött Albertazzi a Hellas Veronával.
2014 júniusában az AC Milan újra leigazolta Albertazzit 550 ezer euróért, azonban a 2014–15-ös évadban nem lépett pályára a bajnoki szezont a 10. helyen záró piros-feketéknél, így a szezon végén ingyen visszatért a Hellas Veronához.
A 2015–16-os szezonban tízszer lépett pályára az élvonalban, 2016 augusztusában azonban elülső keresztszalag-sérülést szenvdett, amit a csapat orvosai nem diagnosztizáltak megfelelően, végül Albertazzi két szezont is kihagyott a sérülés súlyosbodása miatt. 2017-ben be is perelte a Hellas Veronát orvosi hanyagságra hivatkozva, a pert végül megnyerte és 144 ezer eurós kártérítést ítéltek meg neki a bíróságon.
A hosszú felépülési folyamat után még 2018 augusztusában a szebb napokat látott, másodosztályú Livornóhoz szerződött, itt 4 meccsen játszott összesen a szezonban (utoljára 2018. október 30-án a Salernitana ellen), az évad végeztével ismét szabadügynök lett, azóta nincs csapata.

### A válogatottban
Albertazzi az olasz utánpótlás-válogatottak javarészénél megfordult, legsikeresebb az U19-es nemzeti csapattal volt, a 2008-as U19-es Eb-n ezüstérmet szerzett, majd a 2009-es Mediterrán Játékok labdarúgó tornáján ugyancsak ezüstérmet akasztottak a nyakába.
Tagja volt a 2009-es egyiptomi U20-as labdarúgó-vb-n részt vevő olasz válogatottnak, mely a negyeddöntőben búcsúzott Magyarország U20-as nemzeti csapata ellen.